# Pfarrkirche Wiesen (neu)

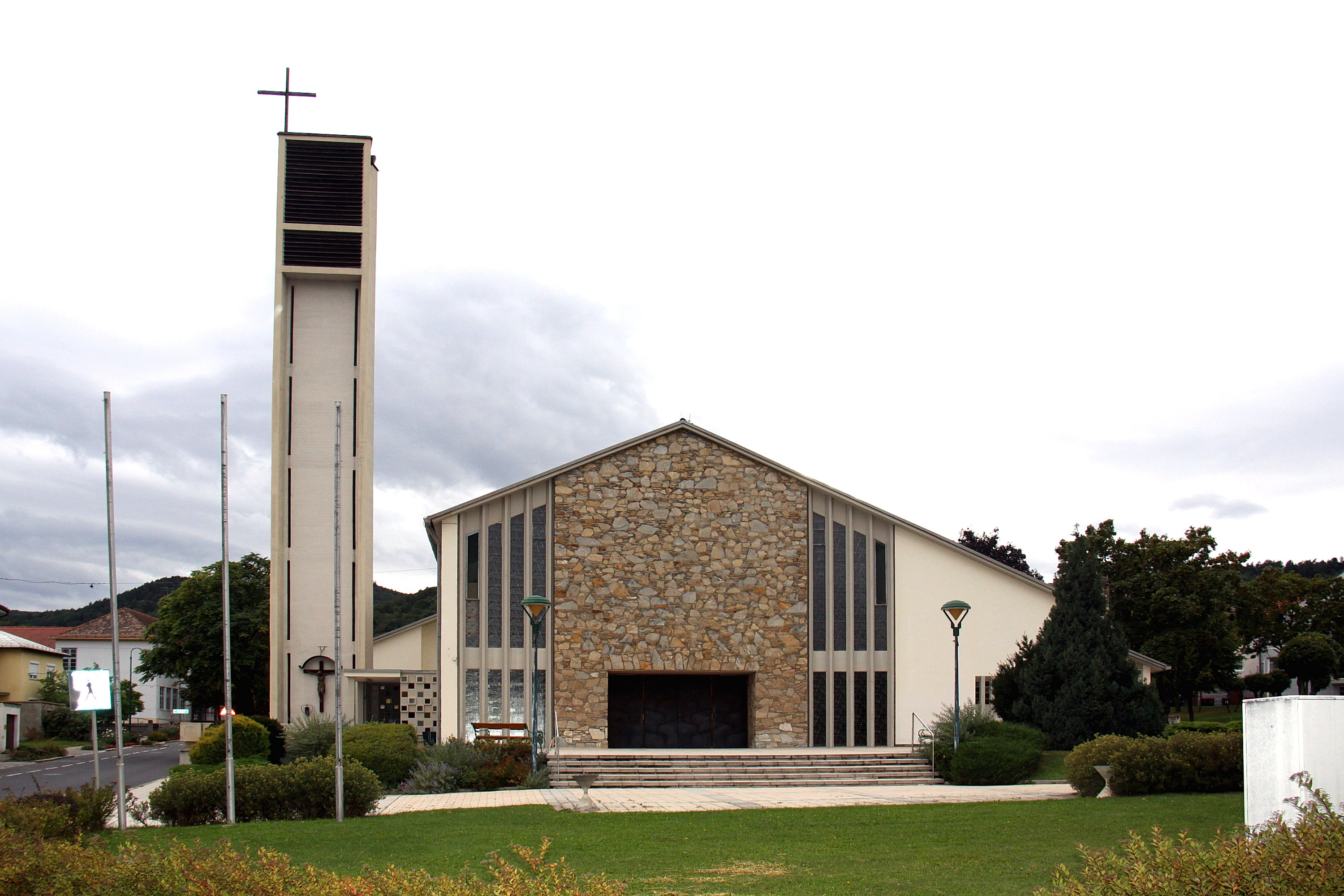
Neue Kath. Pfarrkirche Heiliger Geist in Wiesen

Die römisch-katholische Neue Pfarrkirche Wiesen steht in der Marktgemeinde Wiesen im Bezirk Mattersburg im Burgenland. Die Pfarrkirche Heiliger Geist gehört zum Dekanat Mattersburg in der Diözese Eisenstadt.

## Geschichte
Die in der Ortsmitte stehende Neue Pfarrkirche wurde von 1958 bis 1962 nach den Plänen des Architekten Josef Patzelt erbaut.

## Ausstattung

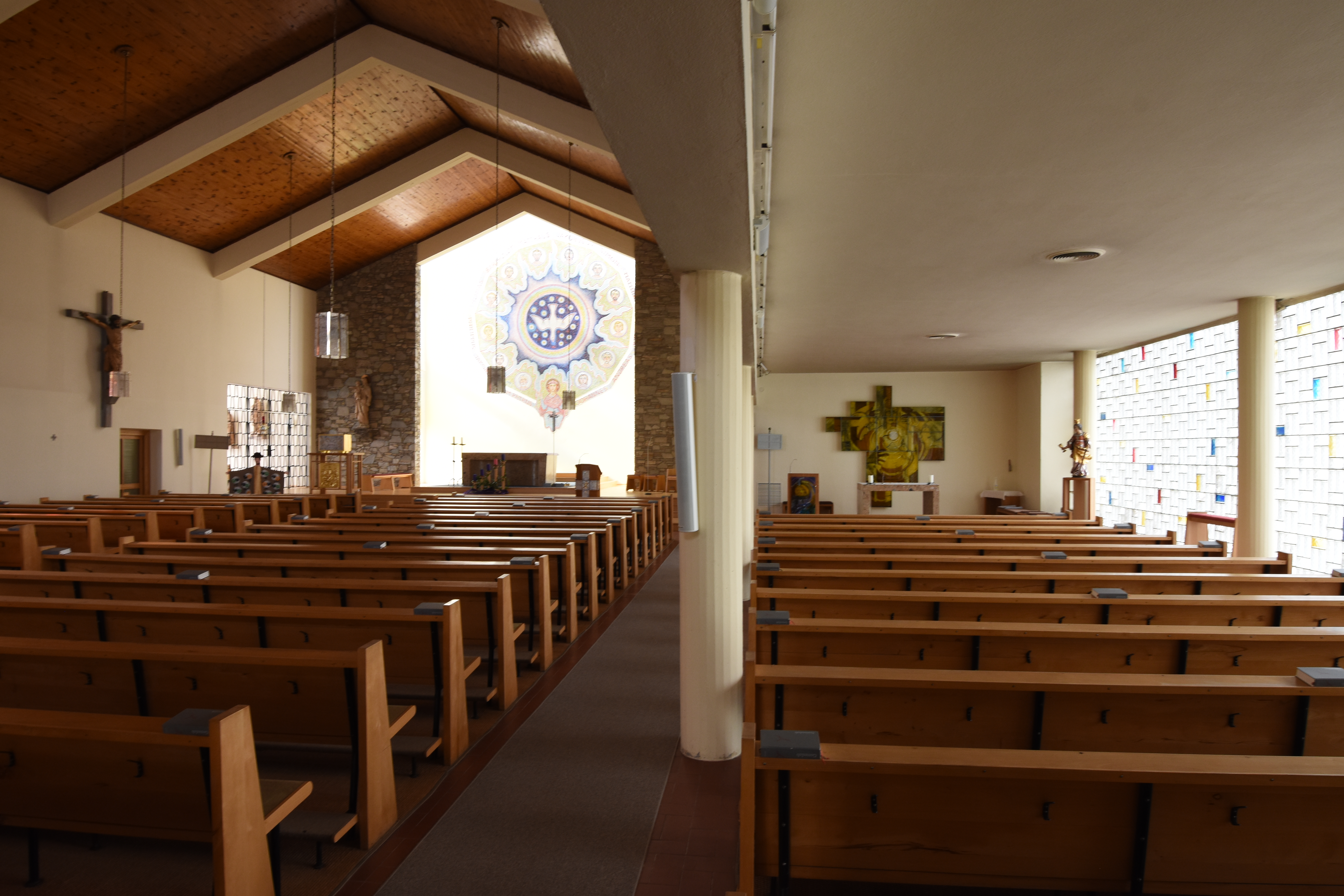
Innenansicht der Kirche

Aus der alten Pfarrkirche hl. Barbara beim Friedhof wurde der Taufstein aus dem 18. Jahrhundert, ein Kruzifix aus dem Ende des 18. Jahrhunderts, eine Relieftafel Bergpredigt von der ehemaligen Kanzel aus der zweiten Hälfte des 18. Jahrhunderts und eine Statue Heilige Barbara aus der ersten Hälfte des 18. Jahrhunderts hierher übertragen. Die Orgel aus 1980 mit 19 Registern stammt von Gerhard Hradetzky in Oberbergern.